# モンスターハンター ストーリーズ
『モンスターハンター ストーリーズ』（MONSTER HUNTER STORIES）は、2016年10月8日にカプコンより発売された、ニンテンドー3DS専用ゲームソフト。略称はMHST。
本項目では、本作品を原作としたテレビアニメ『モンスターハンター ストーリーズ RIDE ON』（以下、テレビシリーズ）についても併せて詳述する。 

## 概要
モンスターハンターシリーズの派生タイトルの一つ。同シリーズの他の作品とは異なり、本作品では後述するコンセプトを反映し暴力的なシーンが非常に少ないため、日本国内では全年齢対象となっている。
ジャンルはシリーズでは初となるRPGであり、従来のシリーズと世界観を共有しているものの、本作品ではモンスターを狩るのではなく育てて共に戦う「モンスターライダー」という概念が新たに設定されており、プレイヤーは新米ライダーとなりモンスターを仲間にしながら『モンスターハンター』の世界を冒険する。また、ゲーム版はオリジナル言語で喋る設定となっている。
東京ゲームショウには2015年、2016年の2回出展されているが、出展作品で未発売の作品が受賞対象となる『日本ゲーム大賞』のフューチャー部門は、『日本ゲーム大賞 2016』で受賞している。
2017年12月4日には、iOSとAndroid用アプリとして移植された。ただし、通信対戦はiOS版のみで、3DS版との対戦は不可となっている。
2024年6月14日には、追加要素が含まれた移植版が発売された。Nintendo Switch、PlayStation 4、Microsoft Windows（Steam）に対応、劇中の音声がオリジナル言語に加え、日本語、英語のフルボイスが実装される。また、デザインアートの鑑賞やBGMの視聴ができる「ミュージアム」モードも追加されている。
本作品の続編となるシリーズ新作『モンスターハンターストーリーズ2 〜破滅の翼〜』が2021年7月9日に発売されている。

### 体験版
2016年9月20日からはニンテンドーeショップにて3DS版の体験版が配信。本編ストーリーの一部を体験できる「クエストモード」と戦闘がメインの「トーナメントモード」の2つのモードを選択できる。体験版のセーブデータを持っていると製品版で特典ナビルー衣装が入手可能。
iOSとAndroid用では無料版として「モンスターハンター ストーリーズ 〜旅立ちの章〜」があり、冒険の序盤が楽しめる他、自分だけのオトモンを育てたり、パーティーを組んで無料版同士であれば通信対戦ができる。また、製品版にセーブデータが引き継ぎできるようになっている。

## ストーリー
モンスターと共に生きる「ライダー」たちの隠れ里、ハクム村で育った主人公。ある日、幼なじみのリリア、シュヴァルと森でタマゴを探していた主人公は「タマゴ」を見つけ、モンスターであるリオレウスを誕生させてしまう。
その直後、ハクム村は「黒の凶気」と呼ばれる災厄に襲われてしまったことから、主人公は「ハンター」が暮らす世界へと旅立っていく。

## ゲームシステム
（出典：）
バトル
ターン制バトルシステムとなっており、フィールド上を徘徊するモンスターに接触するとバトルがはじまる。基本攻撃は「パワー」「テクニック」「スピード」の3すくみ。バトル中に「Xボタン」を押すとバトルシーンの再生速度を2倍速、3倍速に切り替えが可能。
絆技
オトモンにライドオンしている時だけ使用できる大技。非常に威力が高いだけでなく、この行動でバトルを終わらせると高い評価を得られる。使用するとライドオンが解除される。
対戦アリーナ
ある程度ストーリーを進めると使用可能になる施設。勝ち抜く事で様々な景品が貰える。中には特殊なルールの下で戦う場合もある。
通信
通信対戦
インターネットを使って他のプレイヤーとの対戦を行う。バトル中はスタンプを使って会話する事も可能。勝利するとタマゴのカケラを3つ、敗北すると1つの景品として貰える。対戦後にカード交換やフレンド登録を行える。
すれちがい通信
3DS本体をスリープすることによって「ライダーカード」や「すれちがいダンジョン」を交換することができる。
オトモン探検隊
パーティーに入れていない自分のオトモンたちが主人公の代わりにアイテムや素材などを採集してきてくれる。探索に出したオトモンは経験値が手に入る。
サブクエスト
生産クエスト
武器屋兼加工屋で受注できる特殊なクエスト。クエストをクリアすると武器や防具が入手できる。
クエストボード
クエストボードから受けられるク工スト。アイテムの納品やモンスター討伐などがある。

## 登場キャラクター
（出典：）

### メインキャラクター
主人公
声 - 田村睦心 / 葉山いくみ / 手塚ヒロミチ
本作品の主人公。男女選択可能で、外見・名前・声（男女共に3種類）などのキャラクタークリエイションが可能。髪型、目の色、メイクは決定後も変更可能。
ライダーの村であるハクム村出身。幼馴染であるリリア・シュヴァルと禁じられた森へモンスターの卵を探しに行った際、ものまね儀式にも関わらずリオレウスを孵化させた事からライダーとしての高い才能を持っていると目された。黒の凶気を纏ったナルガクルガの襲撃から1年後、ライダーの試験を受ける事になる。
無事ライダーとなり、因縁の相手であるナルガクルガを討伐した事から旅立ちを認められ、長きに渡る冒険へ歩を進める事になる。
ナビルー
声 - M・A・O
主人公のパートナーで、冒険でのナビゲーター。他のアイルーとは違う個性的な外見をしている。大好物はドーナツ。各地を旅している為か非常に博識であるが、なぜか自分に関する過去の記憶が無い。
その正体はマネルガーによって改造されたアイルーである「ナンバーズ5号」。改造の影響で強力な発電能力を持つ。
レウス
主人公が偶然孵化させたモンスター。種族はリオレウス。名付け親はリリア（テレビシリーズではリュート）。
主人公に懐いてしまった為ハクム村に連れ帰られるが、「黒の凶気」に侵されたナルガクルガの襲撃から村を守る為に発奮するも左目を潰された上に崖から転落、行方不明になってしまう。そして1年後、アルブラクス村の異変を解決しギルデカランへ戻ってきた主人公と再会、共に行動する事になる。
実はナルガクルガ襲撃後から「黒の凶気」に侵されてしまっており、主人公の持つ絆石で凶気を抑え込んでいるに過ぎなかった。
物語中で唯一中盤で無条件加入するが、その後の物語に関わる為ゲームクリアまでメンバーから外す事が出来ない（同時にレウス用の6枠目が自動追加される）。
リリア
声 - 高橋未奈美
主人公の幼なじみ。天真爛漫で活発な性格で、お姉さん的存在として主人公とシュヴァルを引っ張る。都会への憧れを強く持っており、ハクム村にやってきたシモーヌに懇願して書士隊見習いとして主人公より先にギルデカランへと旅立った。
シュヴァル
声 - 逢坂良太
主人公の幼なじみ。優しく大人しい性格でリリアたちに振り回されがち。ナルガクルガの襲撃で母親のヴラウを喪ってしまい、その影響でその性格も徐々に歪んでいく。主人公より前にライダーとなり、村を発っている。
以降は母親を失った原因である「黒の凶気」の殲滅を行動原理として動いており、その為ならば「黒の凶気」の影響を受けたモンスターに対しては容赦しない。

### サブキャラクター
アユリア
声 - 牧野由依
主人公とは別の村で育ったライダー。ヒョウガと名付けたオトモン「ベリオロス」と共に旅をしている。冷静に物事を見極めて行動するタイプであり、過去の経験からライダーとして確たる信念を持っている。
主人公とは当初はあまり関わりを持とうとしなかったが、物語の中で徐々に心を開いていく。ただし元来の性格ゆえか、ツンデレ風味が入ってしまっている。
シモーヌ
声 - 東内マリ子（ゲーム） / 水樹奈々（テレビシリーズ）
王立書士隊に所属する調査部隊の隊長。モンスターの生態や環境に関する深い知識を持つ実力者。
パパン
声 - 天﨑滉平（テレビシリーズ）
調査部隊の副隊長。非常に気さくで軽い性格をしており、主人公に対しても初対面から友達感覚と友好的。
リヴェルト
声 - 杉田智和
狩猟技術に優れた凄腕ハンター。普段は怠けっぱなしであり、ポポラの手を毎度煩わせてしまっている。実力は確かであり、ギルドの指示で預かることになった主人公にハンターの価値観を教える事になる。実は虫が大の苦手。
ポポラ
声 - 寺崎裕香（テレビシリーズ）
リヴェルトの家で彼の世話をするアイルー。作中では一貫して「世話焼きなアイルー」と表記されている。怠けてばかりいる彼に不平不満を言いながらも放っておけない。
デブリ
声 - 岡本信彦（テレビシリーズ）
ライダーに憧れるアシラ装備のような服を纏う小太りの少年。
シルバ
声 - DAIGO
ダンの親友。アニメオリジナルキャラクター。
オムナ
声 - 後藤哲夫
ハクム村の村長である竜人。
ダン
声 - 松本忍（ゲーム） / 柳田淳一（テレビシリーズ）
主人公の先輩ライダー。情に熱く「ぜっこーちょーだな!」が口癖。主人公にバトルなどのアドバイスをくれる。
ガミガミ
声 - 梅津秀行
伝承ジイさん
声 - 魚建
モンスターの「伝承の儀」を伝える役目を持つ竜人。既に年老いているが主人公の数倍はある体躯の持ち主。ナゾナゾとふかしゴケが大好き。
マッホ
声 - 津田英三（テレビシリーズ）
ギルデカランのギルドマスターを務める竜人。オムナとは昔馴染みであり、ハンターの存在に戸惑う主人公にアドバイスをしてくれる。
ゲントラス
声 - 志村知幸
ギルデカランの隊長ハンター。モンスターを仲間とするライダーの存在を受け入れられず、主人公たちライダーのことを怪訝に思っている。
リモン、マフィ、メル
声 - 石上静香、上田瞳、田中あいみ（テレビシリーズ）
ギルドの看板娘。おっとりした金髪長女のリモン、抜け目がない茶髪の次女のメル、真面目な紫髪の三女のマフィの三姉妹。
ファマル
声 - 本田貴子（テレビシリーズ）
アルブラクス村出身でリヴェルトの先輩ハンター。
ノルム
声 - 野島昭生（テレビシリーズ）
アルブラクス村の村長である竜人。
マタル
声 - 宮沢きよこ（テレビシリーズ）
クプニ村の村長である竜人の老婆。村で暮らすアイルー達を優しく見守る。
ハナコ
声 - 本渡楓（テレビシリーズ）
クプニ村に住むメスのアイルー。ナビルーとは過去に何かあったようで、再会する事を心から願っている。
トラオ
声 - 竹内順子（テレビシリーズ）
クプニ村に住む虎縞アイルー。ナビルーとは旧知の間柄だが、仲は良くないという。アイルーとしては珍しく語尾に「ニャ」が付かない。
カギシッポ
声 - 遠藤綾（テレビシリーズ）
クプニ村に住む灰色アイルー。トラオの舎弟とも言える存在で、彼の陰に隠れながらナビルーをおちょくる。

### その他のキャラクター
マネルガー
声 - 小形満（ゲーム） / 茶風林（テレビシリーズ版）
日夜モンスターの研究を続ける博士。モンスターを効率よく扱う方法を研究しており、その為にはモンスターを人工的に改造してしまう事も厭わない。
イチビッツ
声 - 朝井彩加（ゲーム） / 間宮くるみ（テレビシリーズ）
マネルガーの助手。博士と共にいる間は強気だが、いざ一人になると途端に逃げだしてしまう典型的な小物。
ナンバーズ / ビーツ、クーリオ、ティティ、ピント、チャモ
声 - 松岡禎丞、前野智昭、新井里美、中尾衣里、井澤詩織（テレビシリーズ）
5匹で行動する謎のアイルー軍団。5匹とも明らかに普通のアイルーと異なる外見をしており、それぞれがアイルーの域を超えた特殊能力を持つ。実はマネルガーによって改造されたアイルーであり、ナビルーの同志でもある。
ゲイル
声 - 花江夏樹
謎の集団ブラックライダーズの実力者である四天王の美少年で、飄々とした性格。何らかの目的で動いていた所をリュートと出会い自身と全く違う考えを持つ彼に興味を抱くようになる。ダスクと名付けたリオレウス希少種をオトモンにしている。

## 用語
モンスターライダー
モンスターと絆を結び、共に暮らす者達。外の社会から隔絶して独自の生活を営んでいる。
オトモン
ライダーと絆を結んだモンスター達。
絆石
生物同士の心を通わせて絆を繋ぐ不思議な力を秘めた石。ライダーの証であり同じものは二つとして存在しない。
絆原石
巨大な絆石の塊。絆石よりも力の影響と規模が大きい。
黒の凶気
世界中に広がっている脅威。自然は禍々しく染め上げられ、生物は異様に凶暴化して黒いモヤを纏い、他の生物に悪影響を伝染させてしまう。
白き竜
「黒の凶気」を祓う事が出来ると言われている伝説の存在。現在はバブダの大樹にタマゴが存在しており、「黒の凶気」に対抗する為に捜索・発見されるもマネルガーの手で強奪されてしまう。
その後、マネルガーと手を組んだシュヴァルの手で孵化し、彼のパートナーとなるが、彼の歪み切った心に反応し脅威を齎してしまう。
最凶の黒
「黒の凶気」によって齎される最大級の災害。

## コラボレーション

### ダウンロードコンテンツ
ちびまる子ちゃん
ナビルー衣装「まるちゃんコーデ」が配信。同作品とはお互いのアニメでもコラボしており、2016年12月4日から12月25日までの期間中、アイキャッチにそれぞれのキャラクター（本作品ではまる子、ちびまる子ちゃんではナビルー）が登場する。
パズドラクロス
オトモン「クレナイゴウカミ」、ナビルー衣装「ナビルー×タマゾー」、主人公の装備「クレナイゴウカミ装備」が配信。
くまモン
くまモンをモチーフにしたアオアシラ、「くまアシラ」がオトモンとして登場。ナビルー衣装「くまモンといっしょ」が配信 。絆技「くまもとサプライズ」では主人公とナビルーが一緒にダンスをしているムービーが流れる。
ゼルダの伝説
主人公の装備「勇者の剣」と「勇者の服」が登場。さらに、オトモン「エポナ」も配信される。

## メディアミックス

### 漫画
おしえてナビルー
「モンスターハンター ストーリーズ」公式サイト内で連載されているウェブコミック。画：あざらすぃゆずこ。

### 小説
モンスターハンター ストーリーズ 絆のかたち
モンスターハンター ストーリーズ 新たな絆
角川つばさ文庫から発売された小説。著：前田圭士、イラスト：布施龍太。
モンスターハンター ストーリーズ RIDE ON 〜たちむかえライダー!〜
モンスターハンター ストーリーズ RIDE ON 〜決別のとき〜
モンスターハンター ストーリーズ RIDE ON 〜最凶の黒と白い奇跡〜
集英社みらい文庫から発売されたTVアニメ『モンスターハンター ストーリーズ RIDE ON』を題材とした小説。原作・監修：CAPCOM、著：相羽鈴。

### ゲーム
モンスターハンター ストーリーズ カードゲーム
2016年10月8日から発売されているトレーディングカードゲーム。
- 第1弾 構築済みスターターセット

構築済みデッキは30枚（900円+税）
- 第1弾 ブースターパック/自販機ブースター
- 第2弾 ブースターパック/自販機ブースター

ブースターパックは１パック８枚（200円+税）、自販機ブースターは1セット4枚（100円税込）
オトモンドロップ モンスターハンター ストーリーズ
iOSとAndroid向けに2016年11月17日〜2018年10月30日の間、配信されたモバイルゲーム。終了TVアニメ『モンスターハンター ストーリーズ RIDE ON』を題材としたパズルゲーム。

### テレビアニメ
本作品を原作としたテレビアニメ『モンスターハンター ストーリーズ RIDE ON』（モンスターハンター ストーリーズ ライドオン）が、2016年10月2日から2018年4月1日までフジテレビほか一部系列局で、毎週日曜8:30 - 9:00（JST）に全75話が放送された。アニメーション制作はフジテレビの子会社であるデイヴィッドプロダクションが担当。
同作品は、フジテレビとしては10年ぶりとなるデイタイム（6時 - 19時）の新設アニメ枠での放送となり、後番組である『レイトン ミステリー探偵社〜カトリーのナゾトキファイル〜』も含め、2年半にわたって同枠でのテレビアニメの放送が継続された。また当初、同作品は1年間・全50話の放送予定（実質的に本作品を原作とするアニメ化は第48話まで）だったが、2017年9月3日放送分（第49話）の次回予告で『新章開幕』と銘打ち、翌週よりアニメオリジナル長編「ブラックライダーズ編」がスタート。最終的に1年6か月、6クールの放送期間となった。

#### スタッフ
- 原作・監修 - CAPCOM
- 監督 - 本郷みつる
- シリーズ構成・脚本 - 高橋ナツコ
- キャラクターデザイン - 齋藤卓也
- プロップ/サブキャラクター設定 - ヒラタリョウ
- 美術監督 - 今野慎一
- 美術設定 - 金城沙綾→天田俊貴
- 色彩設定 - 一瀬美代子
- 撮影監督 - 上條智也
- CGディレクター - 奥村優子
- 編集 - 長坂智樹
- 音楽 - 横山克
- 音楽制作 - フジパシフィックミュージック
- 音響監督 - 明田川仁
- チーフプロデューサー - 高瀬透子
- プロデューサー - 岡安由夏
- アニメーションプロデューサー - 梶田浩司
- アニメーション制作 - デイヴィッドプロダクション
- 制作 - MHST製作委員会（フジテレビジョン、カプコン、フジクリエイティブコーポレーション、電通）

#### 声の出演
- リュート[注釈 2] - 田村睦心
- ナビルー - M・A・O
- シュヴァル - 逢坂良太
- リリア - 高橋未奈美
- リヴェルト - 杉田智和
- シモーヌ - 水樹奈々
- アユリア - 牧野由依
- オムナ村長 - 後藤哲夫
- ダン先輩 - 柳田淳一
- ミル - 朝井彩加
- ヒョロ - 村瀬迪与
- ジーニー - 内田雄馬
- ストーン - 山本格
- デブリ - 岡本信彦
- ノール - 大山鎬則
- ゲイル - 花江夏樹
- ナリキ - 山崎はるか

#### 主題歌
いずれもオープニングテーマで、エンディングテーマはなく、オープニングで全スタッフクレジットを表示する演出を取っている。
「パノラマ」（第1話 - 第48話）
作詞 - SHIKATA / 作曲 - SHIKATA、GRP / 編曲 - 野間康介 / 歌 - 関ジャニ∞（INFINITY RECORDS）
第1 - 29話、並びに第30 - 48話までは、OP映像全般と歌詞の一部が変更されている。
「僕ら今日も生きている」（第49話 - 第75話）
作詞 - MORISHIN / 作曲 - 川口進、MORISHIN / 編曲 - 水島康資 / 歌 - ジャニーズWEST
第58話・第59話では、Music Clipとアニメ映像のスペシャルコラボオープニングで放映された。(見逃し配信では対象外)

#### 各話リスト
| 話数   | サブタイトル                      | 脚本                | 絵コンテ              | 演出                           | 作画監督                                                                 | 総作画監督             | 放送日（CX基準） |
| ------ | --------------------------------- | ------------------- | --------------------- | ------------------------------ | ------------------------------------------------------------------------ | ---------------------- | ---------------- |
| 第1話  | 絆の力                            | 高橋ナツコ          | 本郷みつる            | 本郷みつる                     | 小林亮、玉置敬子 齋藤卓也                                                | 小林亮                 | 2016年 10月2日   |
| 第2話  | オトモン誕生!                     | 高橋ナツコ          | 本郷みつる            | 本郷みつる                     | 松本朋之、近藤優次                                                       | 清丸悟                 | 10月9日          |
| 第3話  | 絶対強者                          | 渡邊大輔            | 佐々木和宏            | 本郷みつる 水本葉月 吉川志我津 | Lee Jong Kyung 齋藤卓也                                                  | 小林亮                 | 10月16日         |
| 第4話  | 絆あわせの儀式                    | 高木聖子            | 西本由紀夫 本郷みつる | 飯村正之                       | 菅原浩喜、相良理央 小川一郎                                              | 清丸悟                 | 10月23日         |
| 第5話  | オトモンレース                    | 千葉克彦            | うえだしげる          | うえだしげる                   | 小林亮、青野厚司 清水勝祐                                                | 小林亮                 | 10月30日         |
| 第6話  | 金のたまごクエスト                | 金杉弘子            | 岩崎知子              | 白石道太                       | 桐谷真咲、佐々木一浩                                                     | 清丸悟                 | 11月6日          |
| 第7話  | ドリンコはママの味                | 高橋ナツコ          | えらん                | 本郷みつる 水本葉月            | 小林亮、佐藤このみ 青野厚司、清水勝祐                                    | 小林亮                 | 11月13日         |
| 第8話  | ナビルーの恋                      | 高木聖子            | 前園文夫              | 阿部雅司                       | Lee Jong Kyung                                                           | 清丸悟                 | 11月20日         |
| 第9話  | DSZ                               | 千葉克彦            | 西田正義              | 吉川志我津                     | 玉置敬子、小林亮 清水勝祐                                                | 玉置敬子 小林亮        | 11月27日         |
| 第10話 | 災厄の予兆                        | 渡邊大輔            | 佐々木和宏            | 飯村正之                       | 松本朋之、近藤優次                                                       | 清丸悟                 | 12月4日          |
| 第11話 | 嵐の前                            | 高橋ナツコ          | 岩崎知子              | きみやしげる                   | 小林亮 Jang Hee kyu                                                      | 小林亮                 | 12月11日         |
| 第12話 | ナルガクルガ襲来                  | 千葉克彦            | 本郷みつる            | 川崎芳樹                       | 青野厚司、なまためやすひろ 清水勝祐、田中亜優 佐藤このみ、谷口守泰       | 小林亮                 | 12月18日         |
| 第13話 | リオレイア誕生!                   | 渡邊大輔            | うえだしげる          | うえだしげる                   | Lee Jong Kyung                                                           | 小林亮                 | 12月25日         |
| 第14話 | 立ち向かえ!黒の凶気!              | 遠藤智樹            | 吉田徹                | 野木森達哉                     | 谷口守泰、小林亮 齋藤卓也、玉置敬子                                      | 清丸悟                 | 2017年 1月8日    |
| 第15話 | 旅立ちの日                        | 高木聖子            | 石倉礼                | 石倉礼                         | Ryu Seung Cheol Kwon Hyeok Jeong                                         | 清丸悟                 | 1月15日          |
| 第16話 | アユリアの秘密                    | 金杉弘子            | 西田正義              | 鈴木琢磨                       | 海谷敏久、春日広子 谷口繁則、前田義宏 谷口守泰                           | 小林亮                 | 1月22日          |
| 第17話 | なぞなぞジイさん登場!             | 金杉弘子            | いわたかずや          | うえだしげる                   | 清水勝祐、青野厚司 小林亮、玉置敬子 森藤希子、佐藤このみ                 | 小林亮                 | 1月29日          |
| 第18話 | 到着!ギルデカラン                 | 高橋ナツコ          | 佐々木和宏            | 佐々木純人                     | Lee Jong Kyung                                                           | 清丸悟                 | 2月5日           |
| 第19話 | 急襲!ネルスキュラ                 | 渡邊大輔            | 岩崎知子              | 友田政晴                       | 石堂伸晴                                                                 | 小林亮                 | 2月12日          |
| 第20話 | ニクキュー村の伝説                | 千葉克彦            | 西田正義              | 本郷みつる                     | 松本朋之、近藤優次                                                       | 清丸悟                 | 2月19日          |
| 第21話 | 土砂竜ボルボロス!!                | 高木聖子            | 岩崎知子              | 吉川志我津                     | Jang Hee Kyu Cha Myoung Jun Ku Za Chun 清水勝祐、小林亮                  | 小林亮                 | 2月26日          |
| 第22話 | 砂漠からの救援依頼                | 金杉弘子            | 西田正義              | 小野田雄亮                     | 小林ゆかり、嘉村弘之 徳倉栄一、下地なるみ 鎌田均、木村麻亜紗             | 清丸悟                 | 3月5日           |
| 第23話 | 角竜慟哭                          | 渡邊大輔            | 佐々木和宏            | 佐々木純人                     | Ryu Seung Cheol 松本朋之、近藤優次                                       | 小林亮                 | 3月12日          |
| 第24話 | 空の飛竜、陸の飛竜                | 高橋ナツコ          | うえだしげる          | うえだしげる                   | Lee Jong Kyung                                                           | 清丸悟                 | 3月19日          |
| 第25話 | 死闘!角竜ディアブロス!            | 高橋ナツコ          | 鹿間貴裕              | 鹿間貴裕                       | 齋藤卓也、玉置敬子 輿石暁、青野厚司 清水勝祐                             | 小林亮                 | 3月26日          |
| 第26話 | 謎の白い竜                        | 千葉克彦            | 西田正義              | 野木森達哉                     | 青野厚司、清水勝祐 小林亮 Kim Bo Kyong                                   | 小林亮                 | 4月2日           |
| 第27話 | ドヴァン火山の記憶                | 金杉弘子            | 佐々木和宏            | 本郷みつる                     | 松本朋之、近藤優次                                                       | 清丸悟                 | 4月9日           |
| 第28話 | 進め!ナンバーズ!                  | 高木聖子            | 岩崎知子              | うえだしげる                   | 清水勝祐、青野厚司 玉置敬子、千葉山夏恵                                  | 小林亮 清丸悟          | 4月16日          |
| 第29話 | 火の海に棲む竜                    | 渡邊大輔            | 鹿間貴裕              | 佐々木純人                     | Lee Jong Kyung                                                           | 清丸悟                 | 4月23日          |
| 第30話 | 決別の時                          | 高橋ナツコ          | 西田正義              | 小野田雄亮                     | 清水勝祐、千葉山夏恵 森藤希子 Shin Hyung Woo Kim Bo Kyeong               | 小林亮                 | 4月30日          |
| 第31話 | 森となり獣となれ                  | 渡邊大輔            | 外川慶                | 友田政晴                       | 石堂伸晴                                                                 | 小林亮                 | 5月7日           |
| 第32話 | リュート沈没?空中大決戦!          | 千葉克彦            | うえだしげる          | うえだしげる                   | 松本朋之、近藤優次                                                       | -                      | 5月14日          |
| 第33話 | 黒狼鳥の逆襲                      | 高木聖子            | 西田正義              | 吉川志我津                     | Jang Hee Kyu Ku Za Chun 青野厚司、清水勝祐 森藤希子、玉置敬子 千葉山夏恵 | 清丸悟                 | 5月21日          |
| 第34話 | レインボービーチを封鎖せよ!       | 金杉弘子            | 石倉礼                | 関田修                         | 飯飼一幸、福島豊明 南伸一郎                                              | 清丸悟 小林亮          | 5月28日          |
| 第35話 | 白き竜のタマゴ                    | 千葉克彦            | 西田正義              | 森田静二                       | Lee Jong Kyung                                                           | 清丸悟                 | 6月4日           |
| 第36話 | マネルガー博士を追え!             | 渡邊大輔            | 岩崎知子              | 野木森達哉 佐々木純人          | Lee Minbae Ryu Seungcheol                                                | 小林亮                 | 6月11日          |
| 第37話 | ハクム村の危機、再び!             | 金杉弘子            | 鹿間貴裕              | 鹿間貴裕                       | 鹿間元子、玉置敬子                                                       | 清丸悟                 | 6月18日          |
| 第38話 | 小さな花束                        | 高橋ナツコ          | うえだしげる          | うえだしげる                   | Jang Hee kyu                                                             | 小林亮                 | 6月25日          |
| 第39話 | 試練!蜃気楼の塔へ                 | 高木聖子            | 川崎芳樹              | 川崎芳樹                       | 松本朋之、近藤優次                                                       | 清丸悟                 | 7月2日           |
| 第40話 | 撃滅のブラキディオス              | 渡邊大輔            | 西田正義              | 佐々木純人 本郷みつる          | Lee Jong Kyung 齋藤卓也                                                  | 小林亮                 | 7月9日           |
| 第41話 | ナルガクルガ再び                  | 千葉克彦            | 岩崎知子              | 前園文夫                       | 久松沙紀、興村忠美                                                       | 清丸悟                 | 7月16日          |
| 第42話 | ナンバーズ、全員集合!             | 金杉弘子            | 西田正義              | うえだしげる                   | 青野厚司、清水勝祐 玉置敬子、千葉山夏恵 Shin Hyung Woo                   | 小林亮                 | 7月23日          |
| 第43話 | 迷いの森                          | 高橋ナツコ          | 外川慶                | 吉川志我津                     | Ryu Seungcheol Lee Minbae                                                | 小林亮                 | 7月30日          |
| 第44話 | 摩訶不思議!幻獣キリンとの遭遇     | 高木聖子            | 西田正義              | きみやしげる                   | Jang Hee kyu Lim Keun Soo                                                | 清丸悟                 | 8月6日           |
| 第45話 | セリオン山の恐暴竜                | 千葉克彦            | 鶴田眸                | 白石達也                       | Lee Jong Kyung                                                           | 小林亮                 | 8月13日          |
| 第46話 | 誕生!伝説の白き竜                 | 金杉弘子            | うえだしげる          | うえだしげる                   | 松本朋之、近藤優次                                                       | 清丸悟                 | 8月20日          |
| 第47話 | 決戦!最凶の黒                     | 渡邊大輔            | 鹿間貴裕              | 鹿間貴裕                       | 鹿間貴裕                                                                 | 齋藤卓也               | 8月27日          |
| 第48話 | 白い奇跡                          | 渡邊大輔 高橋ナツコ | 本郷みつる            | 川崎芳樹                       | 青野厚司、清水勝祐 千葉山夏恵 Shin Hyung Woo                             | 小林亮 齋藤卓也 清丸悟 | 9月3日           |
| 第49話 | 襲来!ブラックライダーズ           | 高橋ナツコ          | 岩崎知子              | うえだしげる                   | 齋藤卓也、小林亮 玉置敬子、千葉山夏恵                                    | -                      | 9月17日          |
| 第50話 | 強くて危ない謎の奴                | 千葉克彦            | 西田正義              | 吉川志我津                     | Jang Hee kyu Lim Keun Soo                                                | 小林亮                 | 9月24日          |
| 第51話 | 空前絶後のナルシスト!?マッド見参! | 高木聖子            | 鶴田眸                | 高村雄太                       | Lee Jong Kyung                                                           | 清丸悟                 | 10月1日          |
| 第52話 | 森の忍者、シャドウ参上!           | 大野木寛            | 西田正義              | 本郷みつる                     | 松本朋之、近藤優次                                                       | 小林亮                 | 10月8日          |
| 第53話 | がんばれ!ドスランポス             | 渡邊大輔            | 川崎芳樹              | 川崎芳樹                       | 清水勝祐、千葉山夏恵 Shin Hyung Woo                                      | 清丸悟                 | 10月15日         |
| 第54話 | アユリアの為に!                   | 金杉弘子            | 佐々木和宏            | 関田修                         | 飯飼一幸、福島豊明 南伸一郎                                              | 小林亮                 | 10月22日         |
| 第55話 | 雷光のレウス                      | 千葉克彦            | うえだしげる          | うえだしげる                   | 小林亮                                                                   | -                      | 10月29日         |
| 第56話 | クールでホットな絆                | 堀内全              | 西田正義              | ソエジマヤスフミ               | Jang Hee kyu Lim Keun Soo                                                | 小林亮                 | 11月5日          |
| 第57話 | 副隊長はつらいよ                  | 高木聖子            | 岩崎知子              | 原科大樹                       | Lee Jong Kyung                                                           | 清丸悟                 | 11月12日         |
| 第58話 | ナビルーおなら大作戦              | 大野木寛 高橋ナツコ | 西田正義              | 川崎芳樹                       | 松本朋之、近藤優次                                                       | 小林亮                 | 11月19日         |
| 第59話 | 闇と絆と                          | 千葉克彦            | 西田正義              | うえだしげる                   | 青野厚司、清水勝祐 千葉山夏恵、小林亮                                    | 清丸悟                 | 11月26日         |
| 第60話 | オトモンレース、再び!             | 渡邊大輔 高橋ナツコ | 外川慶                | 朝木幸彦                       | 前田義宏、横山謙次 千葉山夏恵 Shin Hyung Woo                             | 小林亮                 | 12月3日          |
| 第61話 | 復活?マネルガー博士!              | 金杉弘子            | 鶴田眸                | 吉川志我津                     | Lim Keun Soo                                                             | 清丸悟                 | 12月10日         |
| 第62話 | リュートVSゲイル再び!             | 高橋ナツコ          | 斎藤圭一郎            | 斎藤圭一郎                     | 松本朋之、近藤優次 小林亮                                                | 小林亮                 | 12月17日         |
| 第63話 | アユリア、救出大作戦!             | 高橋ナツコ          | 川崎芳樹              | 川崎芳樹                       | 清水勝祐、千葉山夏恵 齋藤卓也                                            | 清丸悟                 | 12月24日         |
| 第64話 | ハクム村の新年                    | 金杉弘子            | うえだしげる          | うえだしげる                   | 松本朋之、近藤優次                                                       | 小林亮                 | 2018年 1月7日    |
| 第65話 | 記憶の中の絆                      | 千葉克彦            | 西田正義              | 関田修                         | 飯飼一幸、福島豊明 南伸一郎 Ku Ja Cheon                                  | 清丸悟                 | 1月14日          |
| 第66話 | 二人のシャドウ                    | 堀内全              | 岩崎知子              | ソエジマヤスフミ               | Lim Keun Soo                                                             | 小林亮                 | 1月21日          |
| 第67話 | アンヴィスの企み                  | 本郷みつる          | 西田正義              | 原科大樹                       | Lee Jong Kyung                                                           | 清丸悟                 | 1月28日          |
| 第68話 | 強襲!鋼の龍                       | 千葉克彦            | 鶴田眸                | 川崎芳樹                       | 清水勝祐、千葉山夏恵 齋藤卓也 Shin Hyung Woo                             | 小林亮                 | 2月4日           |
| 第69話 | スパイデブリ                      | 高木聖子            | 外川慶                | うえだしげる                   | 松本朋之、近藤優次                                                       | 清丸悟                 | 2月11日          |
| 第70話 | アンヴィスというライダー          | 高橋ナツコ          | 西田正義              | 吉川志我津                     | Jang Hee kyu Lim Keun Soo                                                | 小林亮                 | 2月18日          |
| 第71話 | クシャルダオラの進撃              | 金杉弘子            | 斎藤圭一郎            | 斎藤圭一郎                     | 原科大樹、小林亮                                                         | 小林亮                 | 3月4日           |
| 第72話 | 古龍防衛対策会議                  | 渡邊大輔            | 岩崎知子              | 野木森達哉                     | Lee Jong Kyung Shin Hyung Woo 小林亮                                     | 清丸悟 齋藤卓也        | 3月11日          |
| 第73話 | 舞い降りる鋼龍                    | 堀内全              | 川崎芳樹              | 川崎芳樹                       | 千葉山夏恵、清水勝祐 青野厚司                                            | 齋藤卓也 小林亮        | 3月18日          |
| 第74話 | 風と雲と歌と                      | 千葉克彦            | うえだしげる          | うえだしげる                   | 松本朋之、近藤優次                                                       | 清丸悟 齋藤卓也        | 3月25日          |
| 第75話 | 絆                                | 高橋ナツコ          | 本郷みつる            | 本郷みつる                     | 小林亮、齋藤卓也 千葉山夏恵 Shin Hyung Woo                               | 清丸悟                 | 4月1日           |

特番などによる放送休止は以下の通り。
- 2017年1月1日：『爆祝50周年!初詣!!爆笑ヒットパレード2017』放送のため
- 2017年9月10日：『FNS27時間テレビ にほんのれきし』放送のため
- 2017年12月31日：『大みそか列島縦断LIVE 景気満開テレビ2017』放送のため
- 2018年2月25日：『東京マラソン2018まもなく号砲』放送のため

#### 放送局
| 放送期間                                                         | 放送時間                              | 放送局             | 対象地域       | 備考             |
| ---------------------------------------------------------------- | ------------------------------------- | ------------------ | -------------- | ---------------- |
| 2016年10月2日 - 2018年4月1日                                     | 日曜 8:30 - 9:00                      | フジテレビ         | 関東広域圏     | 制作局           |
|                                                                  |                                       | 北海道文化放送     | 北海道         |                  |
|                                                                  |                                       | 岩手めんこいテレビ | 岩手県         |                  |
|                                                                  |                                       | 仙台放送           | 宮城県         |                  |
|                                                                  |                                       | 長野放送           | 長野県         |                  |
|                                                                  |                                       | 東海テレビ         | 中京広域圏     |                  |
|                                                                  |                                       | 関西テレビ         | 近畿広域圏     |                  |
|                                                                  |                                       | 岡山放送           | 岡山県・香川県 |                  |
|                                                                  |                                       | テレビ西日本       | 福岡県         |                  |
|                                                                  |                                       | 鹿児島テレビ       | 鹿児島県       |                  |
| 2016年10月2日 - 2017年3月26日                                    |                                       | さくらんぼテレビ   | 山形県         | 第25話で打ち切り |
| 2017年1月8日 - 2018年6月10日 2018年6月17日・6月24日              | 日曜 14:30 - 15:00 日曜 14:30 - 15:30 | アニマックス       | 日本全域       | BS/CS放送        |
| 全局で字幕放送実施。アニマックスを除く全局で連動データ放送実施。 |                                       |                    |                |                  |

| 配信期間        | 配信時間                    | 配信サイト                                    |
| --------------- | --------------------------- | --------------------------------------------- |
| 2016年10月2日 - | 日曜 12:00 更新             | フジテレビオンデマンド / アニメ放題 / U-NEXT  |
| 2016年10月3日 - | 月曜 0:00 （日曜深夜） 更新 | auビデオパス / J:COMオンデマンド / みるプラス |
|                 | 月曜 12:00 更新             | dアニメストア / dTV / ゲオチャンネル          |

#### BD / DVD
| 巻 | 発売日         | 収録話          | 規格品番   | 規格品番   |
| 巻 | 発売日         | 収録話          | BD         | DVD        |
| -- | -------------- | --------------- | ---------- | ---------- |
| 1  | 2017年3月15日  | 第1話 - 第12話  | TBR-27031D | TDV-27035D |
| 2  | 2017年6月21日  | 第13話 - 第24話 | TBR-27032D | TDV-27036D |
| 3  | 2017年9月13日  | 第25話 - 第36話 | TBR-27033D | TDV-27037D |
| 4  | 2017年12月13日 | 第37話 - 第48話 | TBR-27034D | TDV-27038D |
| 5  | 2018年6月13日  | 第49話 - 第75話 | TBR-28193D |            |